# Éthiopie aux Jeux olympiques d'été de 2008
L'Éthiopie participe aux Jeux olympiques d'été de 2008 à Pékin. Il s'agit de sa 11e participation à des Jeux d'été.

## Liste des médaillés éthiopiens

### Médailles d'or
| Sport              | Discipline   | Sportifs        | Performance    |
| Médailles d'or : 4 |              |                 |                |
| Athlétisme         | 10 000 m (F) | Tirunesh Dibaba | 29 min 54 s 66 |
| Athlétisme         | 5 000 m (F)  | Tirunesh Dibaba | 15 min 41 s 40 |
| Athlétisme         | 10 000 m (H) | Kenenisa Bekele | 27 min 01 s 17 |
| Athlétisme         | 5 000 m (H)  | Kenenisa Bekele | 12 min 57 s 82 |

### Médailles d'argent
| Sport                  | Discipline   | Sportifs       | Performance    |
| Médailles d'argent : 2 |              |                |                |
| Athlétisme             | 10 000 m (H) | Sileshi Sihine | 27 min 02 s 77 |
| Athlétisme             | 5 000 m (F)  | Meseret Defar  | 15 min 44 s 12 |

### Médailles de bronze
| Sport                   | Discipline   | Sportifs      | Performance |
| Médailles de bronze : 1 |              |               |             |
| Athlétisme              | Marathon (F) | Tsegay Kebede | 2 h 10 min  |

## Engagés par sports

### Boxe
- Molla Getachew

### Athlétisme
L'équipe olympique d'athlétisme a été annoncé le 13 juillet 2008.
Hommes
- 1 500 m
  - Deresse Mekonnen, Mulugeta Wondimu, Mekonnen Gebremedhin, Demma Daba

- 3 000 m steeple
  - Nahom Mesfin, Roba Gari, Yacob Jarso

- 5 000 m
  - Kenenisa Bekele , Tariku Bekele, Abreham Cherkos Feleke, Ali Abdosh

- 10 000 m
  - Kenenisa Bekele , Sileshi Sihine , Haile Gebrselassie, Ibrahim Jeilan

- Marathon
  - Tsegay Kebede , Deriba Merga, Gudisa Shentema, Gashaw Melese

Femmes
- 1 500 m
  - Gelete Burka, Meskerem Assefa

- 3 000 m steeple
  - Zemzem Ahmed, Mekdes Bekele, Sofia Assefa

- 5 000 m
  - Tirunesh Dibaba  , Meseret Defar , Meselech Melkamu, Belaynesh Fekadu

- 10 000 m
  - Mestawet Tufa, Tirunesh Dibaba , Ejegayehu Dibaba, Wude Ayalew

- Marathon
  - Gete Wami, Berhane Adere, Bezunesh Bekele, Dire Tune

#### Hommes
| Epreuve       | Athlète            | Séries        | Séries | Quarts de finale | Quarts de finale | Demi-finales  | Demi-finales | Finale       | Finale            |
| Epreuve       | Athlète            | Résultat      | Rang   | Résultat         | Rang             | Résultat      | Rang         | Résultat     | Rang              |
| ------------- | ------------------ | ------------- | ------ | ---------------- | ---------------- | ------------- | ------------ | ------------ | ----------------- |
| 1 500 mètres  | Demma Daba         | 3min 37 s 78  | 8e     | -                | -                | -             | -            | -            | -                 |
| 1 500 mètres  | Deresse Mekonnen   | 3 min 36 s 22 | 5e     | NC               | NC               | 3 min 37 s 85 | 7e           | -            | -                 |
| 1 500 mètres  | Mulugeta Wendimu   | 3 min 36 s 67 | 7e     | NC               | NC               | 3 min 40 s 16 | 10e          | -            | -                 |
| 5 000 mètres  | Kenenisa Bekele    | 13 min 40.13  | 3e Q   | NC               | NC               | NC            | NC           | 12 min 57.82 | Médaille d'or     |
| 5 000 mètres  | Abreham Cherkos    | 13 min 47.60  | 3e Q   | NC               | NC               | NC            | NC           | 13 min 16.46 | 5e                |
| 5 000 mètres  | Tariku Bekele      | 13 min 37.63  | 3e Q   | NC               | NC               | NC            | NC           | 13 min 19.06 | 6e                |
| 10 000 mètres | Haile Gebrselassie | NC            | NC     | NC               | NC               | NC            | NC           | 27 min 06.68 | 6e                |
| 10 000 mètres | Sileshi Sihine     | NC            | NC     | NC               | NC               | NC            | NC           | 27 min 02.77 | Médaille d'argent |
| 10 000 mètres | Kenenisa Bekele    | NC            | NC     | NC               | NC               | NC            | NC           | 27 min 01.17 | Médaille d'or     |
| 3000m steeple | Roba Gari          | 8 min 28.27   | 8e     | -                | -                | -             | -            | -            | -                 |
| 3000m steeple | Nahom Mesfin       | 8 min 23.82   | 5e     | -                | -                | -             | -            | -            | -                 |
| 3000m steeple | Yacob Jarso        | 8 min 16.88   | 1er Q  | NC               | NC               | NC            | NC           | 8 min 13.47  | 4e                |

#### Femmes
| Épreuve              | Athlète          | Séries       | Séries | Quarts de finale | Quarts de finale | Demi-finales | Demi-finales | Finale       | Finale             |
| Épreuve              | Athlète          | Résultat     | Rang   | Résultat         | Rang             | Résultat     | Rang         | Résultat     | Rang               |
| -------------------- | ---------------- | ------------ | ------ | ---------------- | ---------------- | ------------ | ------------ | ------------ | ------------------ |
| 1500 mètres          | Meskerem Assefa  | 4 min 10.04  | 10e    | -                | -                | -            | -            | -            | -                  |
| 1500 mètres          | Gelete Burka     | 4 min 15.77  | 6e     | -                | -                | -            | -            | -            | -                  |
| 5 000 mètres         | Tirunesh Dibaba  | 15 min 09.89 | 1er Q  | NC               | NC               | NC           | NC           | 15 min 41.40 | Médaille d'or      |
| 5 000 mètres         | Meseret Defar    | 14 min 56.32 | 1er Q  | NC               | NC               | NC           | NC           | 15 min 44.12 | Médaille de bronze |
| 5 000 mètres         | Meselech Melkamu | 15 min 11.21 | 4e Q   | NC               | NC               | NC           | NC           | 15 min 49.03 | 8e                 |
| 10 000 mètres        | Mestawet Tufa    | NC           | NC     | NC               | NC               | NC           | NC           | DNF          | /                  |
| 10 000 mètres        | Ejegayehu Dibaba | NC           | NC     | NC               | NC               | NC           | NC           | 31 min 22.18 | 14e                |
| 10 000 mètres        | Tirunesh Dibaba  | NC           | NC     | NC               | NC               | NC           | NC           | 29 min 54.66 | Médaille d'or      |
| Marathon             | Berhane Adere    | NC           | NC     | NC               | NC               | NC           | NC           | DNF          | /                  |
| Marathon             | Gete Wami        | NC           | NC     | NC               | NC               | NC           | NC           | DNF          | /                  |
| Marathon             | Dire Tune        | NC           | NC     | NC               | NC               | NC           | NC           | 2h 31 min 16 | 15e                |
| 3 000 mètres steeple | Sofia Assefa     | 9 min 47.02  | 8e     | -                | -                | -            | -            | -            | -                  |
| 3 000 mètres steeple | Mekdes Bekele    | 9 min 41.43  | 9e     | -                | -                | -            | -            | -            | -                  |
| 3 000 mètres steeple | Zemzem Ahmed     | 9 min 25.63  | 4e Q   | NC               | NC               | NC           | NC           | 9 min 17.85  | 7e                 |